# Zambales
Zambales es una provincia en la región de Luzón Central en Filipinas. Su cabecera es Iba.
La provincia está nota por sus mangos y pastillas de leche, y aquí se encuentra el monte Pinatubo, cuya erupción devastó la región de Luzón Central.

## Geografía

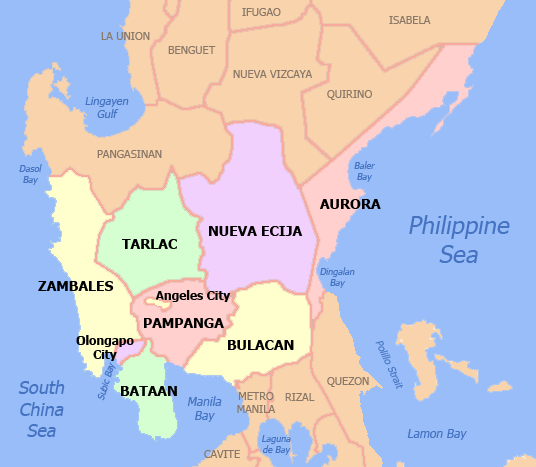
Situación de la provincia en la región.

Está situada esta provincia en la costa occidental y en la parte más ancha de Luzón. Confina al oeste con el mar de China Meridional, al sur con la provincia de Bataán y al este con las provincias de Pangasinán, Tárlac y Pampanga.

## Idiomas
El zambal, filipino y ilocano son los idiomas principales de la provincia.

## División administrativa

Políticamente la provincia de Zambales se divide en 13 municipios y 1 ciudad altemente urbanizada de Olóngapo. Cuenta con 247 barangays. 
Consta de 2 distritos para las elecciones al Congreso.
| Ciudad/Municipio   | N.º de Barangays | Población (2010) | Área (km²) | Código    |
| ------------------ | ---------------- | ---------------- | ---------- | --------- |
| Botolan            | 31               | 54.434           | 735.38     | 037101000 |
| Cabangán           | 22               | 23.082           | 175.29     | 037102000 |
| Candelaria         | 16               | 25.020           | 333.59     | 037103000 |
| Castillejos        | 14               | 48.845           | 92.99      | 037104000 |
| Iba                | 14               | 46.761           | 153.38     | 037105000 |
| Masinloc           | 13               | 46.761           | 153.38     | 037106000 |
| Ciudad de Olóngapo | 17               | 221.178          | 185.00     | 037107000 |
| Palauig            | 19               | 33.286           | 310.00     | 037108000 |
| San Antonio        | 14               | 34.217           | 188.12     | 037109000 |
| San Felipe         | 11               | 22.020           | 111.60     | 037110000 |
| San Marcelino      | 18               | 31.879           | 416.86     | 037111000 |
| San Narciso        | 17               | 26.966           | 71.60      | 037112000 |
| Santa Cruz         | 25               | 53.867           | 438.46     | 037113000 |
| Súbic              | 16               | 89.724           | 287.16     | 037114000 |

## Historia
A principios el siglo XX la provincia medía  2,229 km² y contaba con unos 87,275 habitantes
empadronados. Los infieles negritos, vengativos y belicosos, habitan en los montes; los demás habitantes son casi todos de raza zambal, inclusos probablemente los llamados igorrotes o cimarrones de Zarabales. El número total de pueblos era de  25 con 154 barrios y varias rancherías de infieles.

"...Iba es la cabecera, situada en la orilla izquierda y á 2½ millas de la boca de un río que la circunda por la parte occidental, en terreno llano. Tiene unos 3,060 habitantes, dedicados principalmente al cultivo de las tierras, á la caza, pesca y cría de animales, como vacas, carabaos, caballos y cerdos; también algunos se dedican á recoger el ámbar, que suele encontrarse en la costa, y ésta es tarea de algunos habitantes de los pueblos de la costa...."

""...Los pueblos más importantes, comenzando por los más septentrionales, son: Bolinao, de unas 6,200 almas, situado no lejos del cabo de este nombre, donde hay faro y semáforo de 1ª clase;..." 

""...Alaminos, cerca de la costa del seno de Lingayén, de 8,202 habitantes;..." 

""...Bani, de 4,295;..." 

""...Agno, de 5,294;..." 

""...Santa Cruz, de 5,319;..." 

""...Masinloc, de 2,847;..."

""...Botolan y San Felipe, de 5,000;..."

""...San Narciso, de 7,600, y San Antonio, de más de 4,668...." 

""...En el magnífico puerto de Súbic, uno de los mejores del Archipiélago, se hallan los pueblos de Súbic y Olongapó...Además del puerto de Súbic, huy en la costa de Zambales algunos otros puertos de regular importancia..."
El Archipiélago Filipino.
 Colección de datos.
 Por algunos padres de la Misión de la Compañía de Jesús en estas islas. 